# Báróságok Írországban
A báróság (angolul: barony) Írországban történelmi földrajzi egység, korábbi közigazgatási egység. Általában a megye alegysége, bár a helyi kormányzat átszervezései következtében voltak olyan báróságok, amelyek átnyúltak a megyehatárokon.
Bár eredetében a báróság mint földrajzi egység, kötődött a bárói cím viselőjéhez, alapjában véve ez az arisztokrata rang nem áll szoros viszonyban a földrajzi egységgel.
A báróságok és nevük az anglo-normann és a későbbi angol hódítás időszakában alakultak ki, bár sok esetben korábbi gael birtokokkal esnek egybe, és vannak közülük olyanok, amelyeket a későbbi korszakokban kisebb egységekre bontottak. Erre egy szélsőséges példa a Down megyei Iveagh báróság, amely a megye nyugati részének jó részét magába foglalta és eredetileg a Mac Aonghusa vagy MacGuinness család területe volt. Először Alsó-Iveagh és Felső-Iveagh részekre bontották, később pedig mindkettőt még két részre (alsó és felső félre) osztották. 
A báróságokat a középkortól kezdve közigazgatási egységnek használták, egészen az 1898-as, Írországra vonatkozó helyi önkormányzati törvény megszületéséig, amely létrehozta a „megyei tanácsokat” (county council) és a közigazgatásban a báróságok helyébe „városi kerületi tanácsokat” (urban district council), illetve „vidéki kerületi tanácsokat” (rural district council) állított. A báróságok ugyan megmaradtak, de adminisztratív szerepük már nem volt. A törvény a megyehatárokat is módosította és az új határok kettészeltek sok báróságot. A családfakutatók számára ez ma is jelentős nehézségeket okoz. 
Két báróság, Rathdown és Fore esetében egy-egy azonos nevű báróság létezik két szomszédos megyében (Dublin/Wicklow, illetve Meath/Westmeath megyékben). Ezt nem az 1898-as törvény okozta: ezek olyan „félbáróságok”, amelyek akkor jöttek létre, amikor a 16. század végén létrehozták a külön Westmeath, a 17. század elején pedig a külön Wicklow megyét. 
Feudális értelemben vett báróságok ma már nem léteznek, de területi hagyományuk még a közelmúltban is szolgáltatott alapot közigazgatási változásra. A János angol király által 1208-ban adományozott fingali báróság alapján (amely több alárendelt báróságból állt a valamikori Dublin megye északi részén) 1994-ben – az ír közigazgatás átszervezésekor – külön megyét hoztak létre.